# TUSC2
TUSC2‏ (Tumor suppressor 2, mitochondrial calcium regulator) هوَ بروتين يُشَفر بواسطة جين TUSC2 في الإنسان.